# 有坂翔太
有坂 翔太（ありさか しょうた、1983年5月31日 - ）は、日本の料理家・料理研究家である。
岡山県津山市出身。フリー。岡山県勝間田高等学校・食品製造科卒業。大阪中之島辻学園調理技術専門学校・高度調理技術学科13期。身長183cm。体重72kg。

## 略歴
元々は食品開発のスペシャリストになる為に、料理人の登竜門と言われる大阪・辻学園調理技術専門学校・高度調理技術学科に入学する。
卒業時のコンテストで、全国からエリート料理人が集まる中、フレンチ部門で「最優秀賞」を受賞。
その後、大阪市内フレンチで数年修業した後、プロの料理家になるために上京。
2006年自身のmixiで始めたレシピブログが話題になり2007年自身初の料理本、『有坂翔太のLOVEごはん』(竹書房)を出版。
山内のぞみのマンガ『料理の国の王子様』（別冊フレンド）の監修もする。
以後、多くのメディアに出演し、料理王子として今日の男性料理ブームを牽引する存在となる。
現在、全国で料理ショーやTV・雑誌出演、企業とのコラボレーション商品等、数多く手がける。
また食育にも高い関心があり、農林水産省での講演や岡山県真庭市の「美味しい給食プロジェクト」に関わる。
2012年、岡山県農産物PR大使『フルーツ桃太郎』に就任。
ホテルグランヴィア岡山では自身がプロデュースした「桃太郎パフェ」が食べられる。

## 人物
- 大阪市で生まれて0歳の時、父の転勤で岡山県津山市に引っ越していた。両親が関西人だったので本人も関西弁だったが、次第に学校での言葉の違いに悩んだ末、学校では岡山弁に戻す。
- 小さい時から気管支喘息持ちで親に水泳教室を通わせられる。
- 小学校4年生からソフトテニスを始めて、中学生の頃、地域大会で優勝したりしていた。本人も将来はテニスのプロになろうと思っていたがソフトテニスにはプロが無いため断念する。同中学校のテニス部先輩にB'zのボーカリスト稲葉浩志がいる。
- 小さい頃からインスタントラーメンや冷凍食品が大好きでよく食べていた。
- 父の趣味が手作り将棋であり、父の彫刻刀を研ぐ姿を見て包丁研ぎを覚えた。
- 動物が大好きであり、小さい頃からハムスター、シマリス、フェレットを飼っていた。現在はトイプードルを飼っている。
- どん兵衛に感動して自分もこんな商品が作りたいと思い、まずは料理から修業だと日本トップレベルの料理学校の資料を全国から集め、大阪辻学園調理技術専門学校の高度調理技術学校へ入学する。
- インスタント食品の開発が夢で、日本トップシェフを輩出する名門料理学校に入学し、初めての授業が高級フレンチ授業で、フォアグラやトリュフが出てきた為、カルチャーショックを受ける。
- 趣味は映画、ドライブ、ゲーム、5年間同じゲーム（HALO）をしている。カメラ、Nikon D3s所有。釣り、1級小型船舶操縦士免許も取得している。
- 調理器具や塩マニアであり新しい物がでるとすぐ試している。本人は味付けは塩加減が一番大事と語っている。
- 2017年6月27日に入籍している。

## 修業時代
- 元々シェフになる気は無かったが、料理家になる前、大阪市内のフレンチで修業していた。関西のフレンチを一軒一軒食べ歩き、ここだと思うレストランでお会計の際、「皿洗いからさせてください」と直談判し、半ば無理矢理雇ってもらった。オーナーシェフから雇う代わりに3つの事を約束をさせられた。『友達は全員捨てろ』『親が死んでも絶対に休むな』『給料は最低限』だったが、本人はあっさり了承し修業の世界に入る。修業中は想像を絶する世界で、本人曰く3日で逃げたいと思った。飛んでくるフライパンをよけながら1日15時間以上働き、まかないは夕方の4時に1回だけで、食べられない日もあり体重は50キロ前半まで下がった。家で空腹が収まらない時は小麦粉を練って茹でて食べていた。最低限の給料だったが実際は足りなく、学生時代の貯金を崩しながら働いていた。結局貯金が底をつくまで働き続ける。1週間我慢して食べたマクドナルドの照り焼きバーガーや吉野家の牛丼が忘れられない味と語る。

## 番組
- FNNスーパーニュース（フジテレビ）"料理王子の恋ごはん"特集
- 王様のブランチ（TBS）"王子特集・料理のプリンス"
- はねるのトびら（フジテレビ）
- お願い!ランキング（テレビ朝日）美食アカデミー
- ヒルナンデス!（日本テレビ）タレント料理対決　審査員
- 有坂王子のカフェごはん（LaLa TV）
- ○○の国の王子様（NHK教育テレビ）内の「フレンチの国の王子様」を担当。
- ハンサムキッチン（フジテレビONE TWO NEXT）
- 幸せの黄色い仔犬（中京テレビ）
- サカスさん（TBS）月曜日料理コーナー、2009年3月
- やじうまプラス（テレビ朝日）2009年6月
- 総力報道!THE NEWS（TBS）2009年7月
- リアルタイム（日本テレビ）2009年7月
- 知っとこ!（毎日放送）2009年11月“イケメン料理家のビューティ鍋”
- イブニングワイド（TBS）2010年2月“イケメンがお客を呼ぶ！”
- ランチボックス（NHKワンセグ）2010年4月5～9日“おうちフレンチ”
- あさイチ（NHK総合）2010年4月13日“レンジで簡単レシピ”
- 女子力向上レストラン（テレビ東京）2010年7月24日ほしのあきにアンチエイジング料理を振る舞うテーマのシェフとして出演
- 知っとこ!（毎日放送）　2010年11月。クッキングコーナーに出演
- ディノス・クリスマススペシャル特番（フジテレビ）2010年12月25日オンエア
- 男おばさん（フジテレビ）2011年2月
- チヨパン（フジテレビ）2011年2月
- やじうまテレビ（テレビ朝日）2011年5月

## 雑誌
- グラマラス（講談社）2007年8月号　"グラ男"(初代グラ王＝キング認定)
- TOKYO★1週間（講談社）2007年8月発売　"パーティーレシピ"
- KANSAI1週間（講談社）2007年8月発売　"王子特集・料理王子"
- L25（リクルート）2007年9月　"モテメニュー"
- Ray（主婦の友社）2007年12月号　"有坂翔太監修・モテ鍋"
- VoCE（講談社）2007年12月号　"王子特集・エプロン王子"
- AneCan（小学館）2007年12月号　"姉パーティーレシピ"
- Saita（セブン&アイホールディングス）2007年12月号　"王子特集・料理のプリンス"
- Psiko（ポプラ社）2007年12月号　"有坂流・男心をつかむレシピ"
- 週刊朝日2008年12月14日号"王子辞典"
- 週刊女性2008年1月1日号"料理界のプリンス・有坂翔太のごちそう鍋"
- 月刊PHPカラット2008年1月号"料理界の乙男"
- JJ（光文社）2008年2月号"イケメンとデート"
- TOKYO★1週間（講談社）2008年2月発売"可愛いイチゴレシピ
- KANSAI1週間（講談社）2008年2月発売"イチゴ特集
- zipper2008年4月号"料理王子インタビュー"
- 別冊フレンド2008年夏号～"LOVEごはん"(有坂著書)漫画化・本人がモデル＆監修
- 週刊アスキー2008年11月18日号"フリーキャスター進藤晶子と対談"
- 月刊スカパー光2008年10月号"人気メンズ料理人直伝心をつかむ愛メシレシピ"
- ロザルバ冬号2008「ROSALBA　BRUCE COLLECTION」
- with（講談社）2008年11月発売"イケメンシェフに習うクリスマスレシピ"
- Smart（宝島社）2009年1月発売“バレンタインレシピ(PARCOタイアップ企画)”
- with（講談社）2009年4月号“春のお弁当book”
- 銀座百点 2009年5月号　巻頭・イケメン料理人対談
- Cancam（小学館）2009年5月号“お花見レシピ”
- 好きなワインと出会う賢い選び方（エイ出版）2009年5月発売
- Cancam（小学館）2009年8月号“デュエットクッキング”
- MEN'S NON-NO（集英社）2009年10月号“弁当男子”
- Precious（小学館）2009年11月号“イケメン料理家”として紹介
- メトロポリターナ（日経）2009年11月号“男鍋”
- FYTTE（学研）2009年12月号“ダイエット鍋”
- 女性自身（光文社）2009年12月8日号“ヘルシー＆ビューティ鍋”
- ELLE・ア・ターブル（アシェット婦人画報社）2010年1月号“ルクエパーティーmenu”
- Cancam（小学館）2010年2月号“有坂翔太の料理教室体験”
- ELLE・ア・ターブル（アシェット婦人画報社）2010年2月号“バレンタインスイーツ”
- ベビーブック（小学館）2010年4月“おうちディナー”
- GINGER7月号（幻冬舎）2010年7月号“芸能人自炊部”
- BAILA（集英社）2010年8月号モデル浦浜アリサのお料理の先生として登場
- Saita（セブン&アイ出版）2010年9月号デコレーションの先生として登場
- AneCan（小学館）2010年10月号料理王子としてアンケート人気上位獲得
- sweet（宝島社）2010年12月号にモデルSHIHOの相手役として出演
- with（講談社）2010年12月号ルクエ×ABCクッキングSweetsレシピ
- ELLE・ア・ターブル2010年12月発売ムック本
- マガジンハウス×ロート製薬ムック本“旬穀旬菜”2011年4月発売
- 男子食堂（KKベストセラーズ）2011年11月号　日清のパスタを使ったレシピ
- ELLE・ア・ターブル2011年12月号　スコットランド産　ムール貝&サーモンレシピ
- Saita（セブン&アイ社）パナソニックレンジを使ったレシピの審査員

## 著作
- 有坂翔太のLOVEごはん(竹書房)
- 有坂翔太のシネマキッチン(東京ニュース通信社)
- 有坂翔太×ルクエDecopenレシピbook(コラムジャパン)
- 有坂翔太のHappyLoveレシピ(コラムジャパン)
- 有坂翔太のデコペンレシピ(コラムジャパン)

## DVD
『フレンチの国の王子様』(NHK・東北新社)